# Saint-Julien-le-Petit
Saint-Julien-le-Petit is een gemeente in het Franse departement Haute-Vienne (regio Nouvelle-Aquitaine) en telt 303 inwoners (2004). De plaats maakt deel uit van het arrondissement Limoges.

## Geografie
De oppervlakte van Saint-Julien-le-Petit bedraagt 28,9 km², de bevolkingsdichtheid is 10,5 inwoners per km².
De onderstaande kaart toont de ligging van Saint-Julien-le-Petit met de belangrijkste infrastructuur en aangrenzende gemeenten.

## Demografie
Onderstaande figuur toont het verloop van het inwonertal (bron: INSEE-tellingen).